# Dmitri Igorewitsch Tursunow
Dmitri Igorewitsch Tursunow (russisch Дмитрий Игоревич Турсунов; engl. Transkription Dmitry Igorevich Tursunov; * 12. Dezember 1982 in Moskau) ist ein ehemaliger russischer Tennisspieler und heutiger -trainer.

## Karriere
Tursunow verließ seine Heimatstadt Moskau im Alter von 12 Jahren, um an der Gorin Tennis Academy in Sacramento, Kalifornien, zu trainieren. Sein Vater Igor, ein ehemaliger Ingenieur, drängte seinen Sohn dazu, Tennisspieler zu werden. Dies führte zu Konflikten und mehreren Versuchen von Dmitri von zuhause fortzulaufen. Seine erste Zeit in den Vereinigten Staaten war schwierig. Tursunow hatte wenig Spaß am Tennis, weil er es für seinen Vater und nicht für sich trainierte. Drei Tage nach seinem Sieg beim ATP-Turnier von ’s-Hertogenbosch 2011 starb Tursunows Vater an Bauchspeicheldrüsenkrebs. In einem Interview vom August 2011 sagte Tursunow, dass er die Beweggründe seines Vaters inzwischen versteht und ihm dafür dankbar ist, dass er mit seinen Mitteln das Beste für seinen Sohn erreichen wollte.
Im Februar 2001 trat er erstmals auf der Challenger Tour an, nachdem er vorher hauptsächlich in den Vereinigten Staaten Turniere der Future-Kategorie gespielt hatte. Dieses Turnier in Dallas konnte er direkt für sich entscheiden. Im selben Monat spielte er in Memphis sein erstes Turnier auf der World Tour, wo er im Viertelfinale gegen den späteren Turniersieger Mark Philippoussis ausschied. Im August erreichte er bei der Doppelkonkurrenz beim Challenger im brasilianischen Gramado an der Seite von Denis Golowanow das Halbfinale. Im Oktober 2002 gewann er gemeinsam mit Peter Luczak das Challengerdoppel im US-amerikanischen Tyler. Im Folgemonat holte er sich mit Martin Verkerk den Titel in Knoxville. Im Mai 2003 erreichte er mit Jack Brasington das Finale von Turin, welches sie verloren. Zwei Monate später erreichte er die die erste Finalrunde nach zwei Jahren; in Aptos musste er sich im Finale Jeff Salzenstein geschlagen geben. Im August erlitt er eine Finalniederlage gegen Ivo Karlović im New Yorker Stadtteil Bronx. Ende August spielte er bei den US Open sein erstes Grand-Slam-Turnier, er kam bis in die dritte Runde, wo er an Xavier Malisse scheiterte. Im September holte er sich zwei Einzeltitel auf der Challenger-Tour und kam damit zum ersten Mal in die Top 100 der Tennisweltrangliste. Im Juni 2004 kam Tursunow bei seinem Debüt in Wimbledon bis in die dritte Runde, wo er Carlos Moyá unterlag.  Im August 2004 verlor er zuerst mit Travis Parrott das Finale von Washington, eine Woche später unterlag er in der Halbfinalpartie von Long Island gegen den späteren Titelträger Lleyton Hewitt. Danach musste er bis März 2005 aussetzen, da er bei einem Bootsunfall einen Wirbelbruch erlitt.
Im April 2005 holte er sich bei seinem dritten Turnier nach der Verletzungspause in Rom gemeinsam mit Manuel Jorquera den Challengertitel im Doppel. Zwei Wochen später verloren er und Jorquera das Finale von Sanremo. Im Juni erreichte er in Wimbledon erstmals ein Achtelfinale eines Grand-Slam-Turniers, musste sich dort jedoch dem Franzosen Sébastien Grosjean geschlagen geben. In der Folge der Halbfinalteilnahme in Moskau hatte Tursunow viele gute Turnierergebnisse, wodurch er ein Jahr später zu den 30 besten Spielern der Welt gehörte. Im Oktober 2006 holte er seinen ersten Einzeltitel auf der World Tour, als er in Mumbai Tomáš Berdych schlug.
Im Juni 2007 spielte er sich im Londoner Queen’s Club ins Halbfinale, wo er Andy Roddick unterlag. Eine Woche später verlor er das Halbfinale von Nottingham gegen Ivo Karlović. Bis Januar 2008 folgten drei ATP-Titel im Einzel. Außerdem holte er sich an der Seite von Marat Safin in Moskau seinen ersten Doppeltitel auf ATP World Tour. Im Mai 2008 hatte Tursunow sein bestes Ergebnis bei einem Grand-Slam-Turnier, als er in der Doppelkonkurrenz der French Open mit Igor Kunizyn ins Halbfinale einzog, was sie Daniel Nestor und Nenad Zimonjić verloren.
Im Juni 2009 holte er sich in Eastbourne mit einem Sieg über Frank Dancevic den Einzeltitel. Gegen Ende des Finales zog er sich eine Knöchelverletzung zu. Beim nachfolgenden Turnier in Wimbledon musste er sein Erstrundenmatch gegen Mischa Zverev aufgeben. Nach den US Open im August 2009 spielte er bis zum Mai 2010 keine Turniere, sodass er aus den Top 100 herausfiel. Während dieser verletzungsbedingten Pause wurde er am linken Fuß operiert.
Seine ersten Challengertitel nach der Pause gewann er 2011 in Singapur und Bath, in deren Folge er wieder in die Top 100 der Weltrangliste zurückkehrte. Kurz nach Bath kam er auch in das Finale von Athen, wo er die Finalpartie gegen Matthias Bachinger nicht antrat. Seinen letzten Einzeltitel seiner Karriere feierte er im Juni 2011 in ’s-Hertogenbosch, als er Ivan Dodig in zwei Sätzen besiegte. Obwohl er in den nächsten Jahren keine Finalrunden auf höchster Ebene erreichte, konnte er sich wegen guter Leistungen 2013 nach dem Halbfinaleinzug in Valencia wieder in den Top 30 der Weltrangliste platzieren. In den nächsten Jahren folgten größtenteils Erst- und Zweitrundenniederlagen, weshalb er wieder in der Weltrangliste abrutschte. Bei seinem letzten Turnier in Stockton überstand er zunächst die drei Qualifikationsrunden, bevor er im Viertelfinale an Michael Mmoh scheiterte.
Die Vorhand spielte Tursunow rechtshändig, die Rückhand beidhändig. Seine höchste Weltranglistenposition erreichte er im Einzel am 2. Oktober 2006 mit Position 20 und im Doppel mit Position 36 am 16. Juni 2008.
Vom 1. bis 3. Dezember 2006 spielte er erstmals für die russische Davis-Cup-Mannschaft in Moskau und trug mit einem Sieg gegen Andy Roddick dazu bei, dass das russische Team das Finale erreichte und am Ende den Davis Cup 2006 gewann. Die Partie gegen Roddick dauerte 4 Stunden und 48 Minuten und ging mit 6:3, 6:4, 5:7, 3:6, 17:15 an Tursunow. Bis 2014 trat er in 14 Begegnungen im Davis Cup an und gewann 12 von 25 Matches. 2007 gewann er den Hopman Cup zusammen mit Nadja Petrowa gegen Spanien.
Sein letztes Profiturnier bestritt Tusunow im Oktober 2017. Von der Saison 2018 bis 2019 war er Trainer von Aryna Sabalenka. Von Ende Juli bis Anfang Oktober 2022 trainierte er Emma Raducanu. Von Oktober 2022 bis März 2023 war er Trainer von Belinda Bencic.

## Erfolge
| Legende (Anzahl der Siege)                           |
| Grand Slam                                           |
| Tennis Masters Cup                                   |
| ATP Masters Series ATP World Tour Masters 1000       |
| ATP International Series Gold ATP World Tour 500 (2) |
| ATP International Series ATP World Tour 250 (12)     |
| ATP Challenger Tour (17)                             |

| Titel nach Belag |
| Hartplatz (10)   |
| Sand (1)         |
| Rasen (2)        |
| Teppich (1)      |

### Einzel

#### Turniersiege

##### ATP World Tour
| Nr. | Datum              | Turnier          | Belag         | Finalgegner        | Ergebnis       |
| --- | ------------------ | ---------------- | ------------- | ------------------ | -------------- |
| 1.  | 2. Oktober 2006    | Mumbai           | Hartplatz     | Tomáš Berdych      | 6:3, 4:6, 7:65 |
| 2.  | 29. Juli 2007      | Indianapolis     | Hartplatz     | Frank Dancevic     | 6:4, 7:5       |
| 3.  | 30. September 2007 | Bangkok          | Hartplatz     | Benjamin Becker    | 6:2, 6:1       |
| 4.  | 12. Januar 2008    | Sydney           | Hartplatz     | Chris Guccione     | 7:63, 7:64     |
| 5.  | 5. Oktober 2008    | Metz             | Hartplatz (i) | Paul-Henri Mathieu | 7:66, 1:6, 6:4 |
| 6.  | 20. Juni 2009      | Eastbourne       | Rasen         | Frank Dancevic     | 6:3, 7:65      |
| 7.  | 18. Juni 2011      | ’s-Hertogenbosch | Rasen         | Ivan Dodig         | 6:3, 6:2       |

##### ATP Challenger Tour
| Nr. | Datum              | Turnier     | Belag         | Finalgegner          | Ergebnis        |
| --- | ------------------ | ----------- | ------------- | -------------------- | --------------- |
| 1.  | 1. Februar 2001    | Dallas      | Hartplatz (i) | Justin Bower         | 6:2, 6:4        |
| 2.  | 21. September 2003 | Mandeville  | Hartplatz     | Jan Hernych          | 3:6, 6:3, 6:4   |
| 3.  | 28. September 2003 | San Antonio | Hartplatz     | Sébastien de Chaunac | 6:2, 6:73, 6:4  |
| 4.  | 1. Februar 2004    | Waikoloa    | Hartplatz     | Alejandro Falla      | 7:5, 7:64       |
| 5.  | 23. Oktober 2005   | Kolding     | Hartplatz (i) | Steve Darcis         | 6:3, 6:4        |
| 6.  | 19. März 2006      | Sunrise     | Hartplatz     | Alberto Martín       | 6:3, 6:1        |
| 7.  | 19. November 2006  | Dnipro      | Hartplatz (i) | Benjamin Becker      | 7:67, 6:4       |
| 8.  | 23. November 2008  | Helsinki    | Hartplatz (i) | Karol Beck           | 6:4, 6:3        |
| 9.  | 30. Januar 2011    | Singapur    | Hartplatz     | Lukáš Rosol          | 6:4, 6:2        |
| 10. | 27. März 2011      | Bath        | Hartplatz (i) | Andreas Beck         | 6:4, 6:4        |
| 11. | 16. September 2012 | Istanbul    | Hartplatz     | Adrian Mannarino     | 6:4, 7:65       |
| 12. | 23. September 2012 | Izmir       | Hartplatz     | Illja Martschenko    | 7:64, 6:75, 6:3 |

#### Finalteilnahmen
| Nr. | Datum         | Turnier      | Belag     | Finalgegner  | Ergebnis      |
| --- | ------------- | ------------ | --------- | ------------ | ------------- |
| 1.  | 31. Juli 2006 | Los Angeles  | Hartplatz | Tommy Haas   | 6:4, 5:7, 3:6 |
| 2.  | 20. Juli 2008 | Indianapolis | Hartplatz | Gilles Simon | 4:6, 4:6      |

### Doppel

#### Turniersiege

##### ATP World Tour
| Nr. | Datum            | Turnier      | Belag         | Partner         | Finalgegner                           | Ergebnis         |
| --- | ---------------- | ------------ | ------------- | --------------- | ------------------------------------- | ---------------- |
| 1.  | 15. Oktober 2007 | Moskau (1)   | Teppich (i)   | Marat Safin     | Tomáš Cibulec Lovro Zovko             | 6:4, 6:2         |
| 2.  | 24. Februar 2008 | Rotterdam    | Hartplatz (i) | Tomáš Berdych   | Philipp Kohlschreiber Michail Juschny | 7:5, 3:6, [10:7] |
| 3.  | 28. Februar 2009 | Dubai        | Hartplatz     | Rik De Voest    | Martin Damm Robert Lindstedt          | 4:6, 6:3, [10:5] |
| 4.  | 26. Juli 2009    | Indianapolis | Hartplatz     | Ernests Gulbis  | Ashley Fisher Jordan Kerr             | 6:4, 3:6, [11:9] |
| 5.  | 24. Oktober 2010 | Moskau (2)   | Hartplatz (i) | Igor Kunizyn    | Janko Tipsarević Viktor Troicki       | 7:68, 6:3        |
| 6.  | 5. Mai 2013      | München      | Sand          | Jarkko Nieminen | Marcos Baghdatis Eric Butorac         | 6:1, 6:4         |
| 7.  | 25. Oktober 2015 | Moskau (3)   | Hartplatz (i) | Andrei Rubljow  | Radu Albot František Čermák           | 2:6, 6:1, [10:6] |

##### ATP Challenger Tour
| Nr. | Datum             | Turnier    | Belag         | Partner         | Finalgegner                    | Ergebnis       |
| --- | ----------------- | ---------- | ------------- | --------------- | ------------------------------ | -------------- |
| 1.  | 3. November 2002  | Tyler      | Hartplatz     | Peter Luczak    | Jason Marshall Anthony Ross    | 6:1, 6:4       |
| 2.  | 17. November 2002 | Knoxville  | Hartplatz (i) | Martin Verkerk  | Hugo Armando Sergio Roitman    | 6:3, 6:4       |
| 3.  | 21. März 2004     | Boca Raton | Hartplatz     | Igor Andrejew   | Kenneth Carlsen Thomas Enqvist | 6:3, 6:73, 7:5 |
| 4.  | 30. April 2005    | Rom        | Sand          | Manuel Jorquera | Victor Ioniță Răzvan Sabău     | 1:6, 7:64, 6:4 |
| 5.  | 16. November 2008 | Dnipro     | Hartplatz (i) | Guillermo Cañas | Łukasz Kubot Oliver Marach     | 6:3, 7:65      |

#### Finalteilnahmen
| Nr. | Datum              | Turnier          | Belag     | Partner              | Finalgegner                    | Ergebnis      |
| --- | ------------------ | ---------------- | --------- | -------------------- | ------------------------------ | ------------- |
| 1.  | 23. August 2004    | Washington       | Hartplatz | Travis Parrott       | Chris Haggard Robbie Koenig    | 6:73, 1:6     |
| 2.  | 19. September 2005 | Peking           | Hartplatz | Michail Juschny      | Justin Gimelstob Nathan Healey | 6:4, 3:6, 2:6 |
| 3.  | 26. Juni 2006      | Nottingham       | Rasen     | Igor Kunizyn         | Jonathan Erlich Andy Ram       | 3:6, 2:6      |
| 4.  | 4. Oktober 2010    | Tokio            | Hard      | Andreas Seppi        | Eric Butorac Jean-Julien Rojer | 3:6, 2:6      |
| 5.  | 23. Juni 2012      | ’s-Hertogenbosch | Rasen     | Juan Sebastián Cabal | Robert Lindstedt Horia Tecău   | 3:6, 6:71     |